# Sędzia Anna Maria Wesołowska
Sędzia Anna Maria Wesołowska – polski serial paradokumentalny typu court show oparty na niemieckim oryginale Richter Alexander Hold (emitowanym na kanale Sat.1), emitowany w latach 2006–2011 na antenie TVN i 2019–2021 na antenie TTV.

## Charakterystyka formatu
W każdym odcinku na sali sądowej rozpatrywane były różne sprawy karne (zazwyczaj w każdym odcinku prezentowana była jedna rozprawa, choć czasami pojedyncze rozprawy trwały przez 1,5 lub 2 odcinki). Odcinek zaczynał się od odczytania aktu oskarżenia przez prokuratora, następnie złożenia wyjaśnień przez oskarżonego, przesłuchania świadków, po czym strony podsumowywały poprzez mowę końcową, a na koniec ogłaszany był wyrok z ustnym uzasadnieniem sędzi.
Jednym z celów serialu było przybliżenie widzowi procedur postępowania sądowego przedstawionych w znacznie uproszczonej postaci i oswojenie go z nimi. Rozprawy prowadziła Anna Maria Wesołowska – sędzia Sądu Okręgowego w Łodzi, która grała w serialu samą siebie i jako jedyna wystąpiła we wszystkich odcinkach.

## Obsada

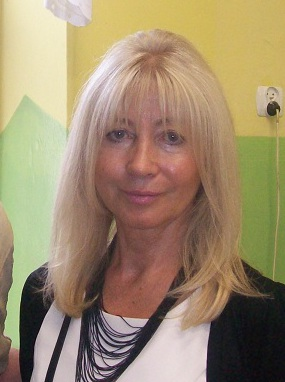
Anna Maria Wesołowska

| Imię i nazwisko       | Rzeczywisty zawód       | Zawód w serialu         | Lata występowania    |
| --------------------- | ----------------------- | ----------------------- | -------------------- |
| Anna Maria Wesołowska | sędzia                  | sędzia                  | 2006−2011, 2019−2021 |
| Robert Bińczak        | prokurator              | prokurator              | 2006                 |
| Artur Łata            | adwokat                 | prokurator              | 2006–2011            |
| Katarzyna Korman      | adwokat                 | prokurator              | 2019−2021            |
| Paweł Sobczak         | adwokat                 | prokurator              | 2007−2011, 2019−2021 |
| Paweł Panek           | adwokat                 | prokurator oraz adwokat | 2006, 2009–2010      |
| Andrzej Mękal         | adwokat                 | adwokat                 | 2006−2011, 2019−2021 |
| Magdalena Wilk        | adwokat                 | adwokat                 | 2006−2011, 2019−2021 |
| Magdalena Grześkowiak | adwokat                 | adwokat                 | 2011                 |
| Monika Wiśniewska     | adwokat                 | adwokat                 | 2019 - 2021          |
| Tomasz Kujawa         | adwokat                 | adwokat                 | 2019 - 2021          |
| Robert Rynkun-Werner  | adwokat                 | adwokat                 | 2006                 |
| Rafał Bałkowski       | adwokat                 | adwokat                 | 2006–2008            |
| Rafał Zawalski        | sędzia, później adwokat | adwokat                 | 2006                 |
| Barbara Laskowska     | sędzia, później adwokat | adwokat                 | 2006                 |
| Katarzyna Szwed-Kawka | radca prawny            | adwokat                 | 2008–2009            |
| Jarosław Dąbrowski    | ochroniarz              | strażnik                | 2006–2007            |
| Błażejewski           | ochroniarz              | strażnik                | 2006                 |
| Paweł Dudzik          | woźny                   | strażnik                | 2006−2011            |

## Historia emisji / spis serii
Uwaga: tabela zawiera daty odnoszące się wyłącznie do pierwszej emisji telewizyjnej; nie uwzględniono w niej ewentualnych prapremier w serwisach internetowych (np. Player).
Przykładowo odcinki 677–694 udostępniono przedpremierowo w serwisie Player 23 grudnia 2020 roku.
| TVN               |                   |                                   |                                   |                                   |                                                                                       |
| Premiera (TVN)    |                   |                                   |                                   |                                   |                                                                                       |
| Sezon telewizyjny | Sezon telewizyjny | Odcinki                           | Początek emisji                   | Koniec emisji                     | Pora emisji                                                                           |
| 1.                | wiosna 2006       | 1−52 (52)                         | 6 marca 2006                      | 19 maja 2006                      | poniedziałek–piątek 16:15                                                             |
| 2.                | jesień 2006       | 53−116 (64)                       | 18 września 2006                  | 15 grudnia 2006                   | poniedziałek–piątek 16:15                                                             |
| 3.                | zima−wiosna 2007  | 117−213 (97)                      | 15 stycznia 2007                  | 1 czerwca 2007                    | poniedziałek–piątek 16:15                                                             |
| 4.                | jesień 2007       | 214−292 (79)                      | 3 września 2007                   | 21 grudnia 2007                   | poniedziałek–piątek 17.25 poniedziałek, środa i piątek 17.25                          |
| 5.                | wiosna 2008       | 293−350 (58)                      | 4 lutego 2008                     | 30 maja 2008                      | poniedziałek–piątek 17.25 poniedziałek, środa i piątek 17.25                          |
| 6.                | jesień 2008       | 351−395 (45)                      | 1 września 2008                   | 12 grudnia 2008                   | poniedziałek, środa i piątek 17.25/16.55                                              |
| 7.                | wiosna 2009       | 396−432 (37)                      | 16 lutego 2009                    | 15 maja 2009                      | poniedziałek, środa i piątek 16.55                                                    |
| 8.                | jesień 2009       | 433−468 (36)                      | 7 września 2009                   | 30 listopada 2009                 | poniedziałek, środa i piątek 16.55                                                    |
| 9.                | wiosna 2010       | 469−511 (43)                      | 15 lutego 2010                    | 28 maja 2010                      | poniedziałek, środa i piątek 16.55                                                    |
| 10.               | jesień 2010       | 512−544 (33)                      | 6 września 2010                   | 22 listopada 2010                 | poniedziałek, środa i piątek 16.55                                                    |
| 11.               | wiosna 2011       | 545−588 (44)                      | 7 lutego 2011                     | 20 maja 2011                      | poniedziałek, środa i piątek 16.55                                                    |
| 12.               | jesień 2011       | 589−634 (46)                      | 5 września 2011                   | 19 grudnia 2011                   | poniedziałek, środa i piątek 16.55                                                    |
| TTV               |                   |                                   |                                   |                                   |                                                                                       |
| Seria             | Odcinki           | Pierwsza emisja telewizyjna (TTV) | Pierwsza emisja telewizyjna (TTV) | Pierwsza emisja telewizyjna (TTV) | Pierwsza emisja telewizyjna (TTV)                                                     |
| Seria             | Odcinki           | Sezon telewizyjny                 | Początek emisji                   | Koniec emisji                     | Pora emisji                                                                           |
| 1.                | 635−664 (30)      | jesień 2019                       | 2 września 2019                   | 22 października 2019              | poniedziałek–czwartek 18.00                                                           |
| 2.                | 665−694 (30)      | wiosna 2020                       | 2 marca 2020                      | 19 marca 2020                     | poniedziałek–czwartek 18.00 (odcinki 665–673) wtorek–czwartek 10.50 (odcinki 674–676) |
| 2.                | 665−694 (30)      | zima 2021                         | 2 lutego 2021                     | 4 marca 2021                      | wtorek–piątek 16.05 (odcinki 677–694)                                                 |

17 stycznia 2012 roku telewizja TVN poinformowała, że zarówno Sędzia Anna Maria Wesołowska, jak i Sąd rodzinny, zostały zdjęte z anteny.
W kwietniu 2019 roku poinformowano, że serial powróci do telewizji jesienią 2019 roku na antenę telewizji TTV. 19 marca 2020 roku doszło do przerwy w emisji serialu; miało to związek z pandemią COVID-19. W sierpniu 2020 roku stacja TTV poinformowała, że planuje realizację i emisję nowego sezonu serialu, jednak nie w ramówce jesiennej, tylko w okresie późniejszym. W grudniu 2020 roku nadawca udostępnił 18 niewyemitowanych odcinków na platformie Player.

## Kontrowersje
W lipcu 2013 roku Krajowa Rada Radiofonii i Telewizji nałożyła karę w wysokości 100 tys. złotych nadawcy serialu TVN za emisję czterech odcinków. Według Rady, epizody zawierały treści przedstawiające przemoc seksualną, wulgarne słownictwo, patologiczny obraz relacji międzyludzkich i zostały wyemitowane ze zbyt niskim oznaczeniem wiekowym (dozwolone do oglądania od 12, zamiast od 16 roku życia) oraz w zbyt wczesnej porze emisji (przed godziną 20:00).

Spółka TVN S.A. złożyła apelację do Sądu Apelacyjnego w Warszawie przeciwko decyzji o nałożeniu grzywny, zaś w styczniu 2024 sąd II Instancji orzekł, że nałożenie kary było zasadne i podtrzymał wyrok I Instancji:

Przedmiotowe odcinki, przedstawiały szczegółowe, często drastyczne opisy i rekonstrukcje scen gwałtów i zbrodni (w tym motywowanego seksualnie zabójstwa dziecka). Materiały zawierały przykłady patologicznych zachowań, agresji, okrucieństwa i wulgaryzmów, które w ocenie Organu były zbyt trudne w percepcji małoletnich widzów poniżej 16 roku życia, z punktu widzenia ich dojrzałości emocjonalnej, moralnej i intelektualnej.